# Mrisho Ngasa
Mrisho Khalifani Chogi Ngasa (Dar es Salaam, 5 maggio 1989) è un calciatore tanzaniano, attaccante del Young Africans e della nazionale tanzaniana.